# Peter Wollenmann
Peter Wollenmann (* 19. Januar 1952 in Hagnau) ist ein ehemaliger Schweizer Radrennfahrer.

## Sportliche Laufbahn
Wollenmann war im Strassenradsport aktiv und als Amateur Mitglied der Schweizer Nationalmannschaft. 1973 wurde er 42. im britischen Milk Race. 1975 startete er in der DDR-Rundfahrt und belegte den 39. in der Gesamtwertung.
1976 wurde er Berufsfahrer im Radsportteam Känel–Colnago und blieb bis 1977 als Radprofi aktiv, danach startete er wieder als Amateur. In der Tour de Suisse 1976 kam er nicht ins Ziel. In der Hegiberg-Rundfahrt 1981 wurde er Zweiter hinter Urs Zimmermann. 1983 siegte er im Cinturón a Mallorca mit einem Etappensieg, 1982 hatte er den 2. Platz belegt. Den Giro del Lago Maggiore gewann er 1983.